# Elia Rose
 (avril 2025).
Il peut être nécessaire de l'améliorer pour respecter le principe de neutralité de point de vue. Veuillez consulter la page de discussion pour plus de détails.

 (avril 2023).
Si vous disposez d'ouvrages ou d'articles de référence ou si vous connaissez des sites web de qualité traitant du thème abordé ici, merci de compléter l'article en donnant les références utiles à sa vérifiabilité et en les liant à la section « Notes et références ».
 (avril 2025).
Elia Rose, de son vrai nom Elia Fragione, née en 1986 à Tournai, est une autrice, compositrice et interprète belge.

## Biographie
Elia Rose naît sous le nom d'Elia Fragione, en 1986 à Tournai d'un père italien (chanteur et pianiste) et d'une mère anglaise (chanteuse),,.
En 2001, elle participe à l'émission Pour la gloire, elle finit finaliste avec la chanson Pourtant de Vanessa Paradis.
En 2011, elle participe à l'émission The Voice, avec comme coach Natasha St-Pier, elle arrive en huitième de finale,. Sa prestation sur Tandem de Vanessa Paradis est remarquée par les médias. La chaîne RTBF, sur laquelle est diffusée l'émission, fait défiler les tweets des téléspectateurs. Un tweet peu flatteur signé par la chanteuse Maurane est critiqué par la presse.
Le 15 septembre 2019, Elia Rose sort son premier single Colors,. Son clip coloré et psychédélique est remarqué par la presse.
Son instrument préféré est le keytar.
Elia Rose est membre du jury belge lors du Concours Eurovision de la chanson 2022,.
En janvier 2023, elle se mobilise pour la libération de Olivier Vandecasteele.
Le 1er mars 2023, Elia Rose sort son premier album intitulé I love it,,. Grâce à cet album, la chanteuse trouve sa place dans le monde de la pop belge, en proposant notamment un concert sold out au Botanique le 4 mars 2023. L'été 2023, elle est en tournée dans toute la Belgique (Francofolies de Spa, Ronquières festival, Festival des Solidarités, LaSemo…).
Elia Rose reçoit le Mérite culturel de la ville de Waterloo en septembre 2024.
En 2024, Elia Rose sort son album No Maybe Coco, qui attire l'attention de la presse belge. Il est salué par les critiques, et il fait parler de lui dans le milieu musical. Plusieurs médias soulignent sa capacité à mélanger des styles musicaux variés, tout en restant fidèle à son univers. Il est accompagné de singles marquants, dont Lonely et Party Baby, qui ont consolidé sa place sur la scène musicale belge et internationale,. Elia Rose se produit en live, où son énergie et sa présence scénique ajoutent une dimension à ses compositions.
L'artiste est chez Progress Booking.

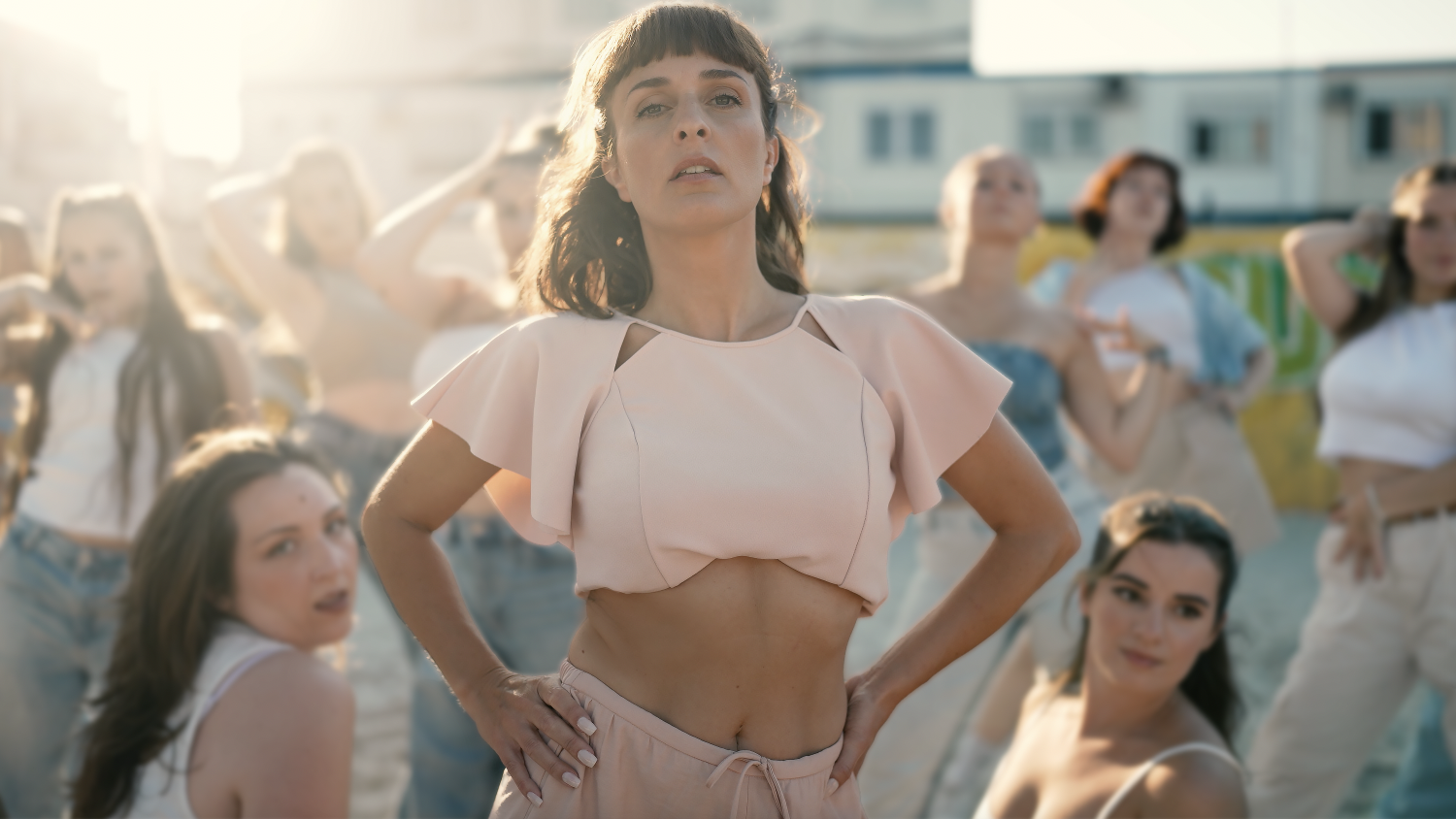
Extrait du clip Alone tonight d'Elia Rose. Crédit : Ludwig

## Discographie
- EP
  - Vinyle (2020)

- Singles
  - I Love You to the Moon and Back (2020)
  - Tokyo (2021)
  - Criminal (2023)
  - Lonely (2024)
  - Party Baby (2024)
  - Alone Tonight (2025)

- Albums
  - I Love It (2023)
  - No Maybe Coco (2024)[18]